# Obwodnica Bełchatowa
Obwodnica Bełchatowa – obwodnica miasta Bełchatów, omijająca go od strony zachodniej i północnej, zlokalizowana w ciągu drogi krajowej nr 74. Miejscami znajduje się na obszarze administracyjnym miasta, fragmenty te stanowią ulicę Kazimierza Pułaskiego.
Obwodnica była planowana od 2013 roku. Przetarg na budowę obwodnicy wygrała firma Budimex SA, która złożyła najtańszą ofertę, wartą 145,65 mln zł brutto. Inwestorem był oddział GDDKiA w Łodzi. Pierwotnym terminem zakończenia budowy był kwiecień 2017, jednak trasę udało się zrealizować przed czasem, przez co jej otwarcie nastąpiło cztery miesiące wcześniej, dnia 23 grudnia 2016.
Z drogi nie mogą korzystać piesi, rowerzyści ani kierujący pojazdami innymi niż samochodowe (z wyłączeniem motorowerów) – na wszystkich wjazdach na obwodnicę umieszczono stosowne znaki zakazu.

## Przebieg trasy
Obwodnica zaczyna się na 297+734 km dawnej drogi krajowej nr 8 (obecnie DK74) w okolicach miejscowości Nowy Świat, a kończy się na odcinku 308+442 km w miejscowości Helenów i poprowadzona jest przez Ludwików, Domiechowice, Ławy, Zawady, Kałduny, Dobrzelów, Helenów i zachodnie obrzeża Bełchatowa. 
Obwodnica przecina drogi wojewódzkie 484 i 485, gdzie powstały węzły drogowe.